# دهستان دشتابی غربی
دهستان دشتابی غربی نام دهستانی در بخش دشتابی شهرستان بوئین‌زهرا، استان قزوین در ایران است. براساس سرشماری مرکز آمار ایران در سال ۱۳۸۵، جمعیت آن ۹٬۷۵۳ نفر (۲٬۳۷۰  خانوار) بوده‌است.